# Dean Ashton
Dean Ashton (Swindon, 24 november 1983) is een Engels voormalig betaald voetballer. Hij kwam van 2000 tot en met 2009 voor achtereenvolgens Crewe Alexandra FC, Norwich City FC en West Ham United FC uit. Op 1 juni 2008 speelde hij zijn enige interland voor het Engels voetbalelftal. Op 11 december 2009 beëindigde Ashton zijn voetballoopbaan per direct wegens aanhoudende blessures.

## Clubcarrière
Ashton speelde in de jeugd bij Stoke City FC en Crewe Alexandra FC. Bij laatstgenoemde club maakte hij op zestienjarige leeftijd zijn debuut in de hoofdmacht. Hij speelde daarvoor 159 competitiewedstrijden waarin hij 61 doelpunten maakte, voordat hij in januari 2005 naar Norwich City FC ging. In anderhalf jaar speelde Ashton daarvoor 44 wedstrijden en scoorde hij zeventien doelpunten. Van 2006 tot en met 2009 kwam hij uit voor West Ham United FC.

## Interlandcarrière
In augustus 2006 werd hij voor het eerst opgeroepen voor het Engels voetbalelftal. Op de training één dag voor de wedstrijd brak hij door een tackle van Shaun Wright-Phillips zijn enkel en moest hij afzeggen. Ashton maakte zijn interlanddebuut op 1 juni 2008 onder bondscoach Fabio Capello in de vriendschappelijke uitwedstrijd tegen Trinidad en Tobago (0-3), net als Joe Hart, Phil Jagielka en Stephen Warnock. Drie maanden later speelde hij zijn laatste officiële wedstrijd voor West Ham United, voor hij op 26-jarige leeftijd stopte met voetballen omdat zijn eerder gebroken enkel voor pijn bleef zorgen.

## Clubstatistieken
| Seizoen  | Club               | Competitie      | Duels | Goals |
| -------- | ------------------ | --------------- | ----- | ----- |
| 2000-'01 | Crewe Alexandra FC | First Division  | 21    | 8     |
| 2001-'02 | Crewe Alexandra FC | First Division  | 32    | 7     |
| 2002-'03 | Crewe Alexandra FC | Second Division | 38    | 9     |
| 2003-'04 | Crewe Alexandra FC | Championship    | 44    | 19    |
| 2004-'05 | Crewe Alexandra FC | Championship    | 24    | 18    |
| 2004-'05 | Norwich City FC    | Premier League  | 16    | 7     |
| 2005-'06 | Norwich City FC    | Championship    | 28    | 10    |
| 2005-'06 | West Ham United FC | Premier League  | 12    | 3     |
| 2006-'07 | West Ham United FC | Premier League  | 0     | 0     |
| 2007-'08 | West Ham United FC | Premier League  | 31    | 10    |
| 2008-'09 | West Ham United FC | Premier League  | 4     | 2     |